# مروین زوسر
مروین زوسر (انگلیسی: Mervyn Susser؛ ‏ ۲۶ سپتامبر ۱۹۲۱ – ۱۴ اوت ۲۰۱۴) کنشگر، پزشک و متخصص همه‌گیرشناسی اهل آفریقای جنوبی بود.
وی یکی از پیشگامان علم همه‌گیرشناسی در قرن بیستم محسوب می‌شود. او به‌همراه همسرش زینا استاین در اوایل دههٔ ۶۰ میلادی مقالهٔ مهمی دربارهٔ همه‌گیرشناسی زخم‌های گوارشی منتشر کردند و کتابی مرجع به نام «جامعه‌شناسی پزشکی» نگاشتند.
وی همچنین برندهٔ جوایزی همچون کمک‌هزینه گوگنهایم شده‌است.